# Liotella polypleura
Liotella polypleura là một loài ốc biển nhỏ, là động vật thân mềm chân bụng sống ở biển trong họ Skeneidae.